# ريمي فورنير
ريمي فورنير (بالفرنسية: Rémi Fournier)‏ (3 نوفمبر 1983 بمارسيليا في فرنسا - ) هو لاعب كرة قدم فرنسي في مركز الدفاع. لعب مع نادي أجاكسيو ونادي النجم الأحمر سانت أوين ونادي شاتورو ونادي مارتيغ وUS Marseille Endoume ‏.

## وصلات خارجية
- ريمي فورنير على موقع رابطة كرة القدم الفرنسية للمحترفين (الإنجليزية)
- ريمي فورنير على موقع قاعدة بيانات كرة القدم.إي يو (الإنجليزية)
- ريمي فورنير على موقع ليكيب (الفرنسية)
- ريمي فورنير على موقع Soccerway.com (الإنجليزية)